# Тюринский (Волгоградская область)
Тюринский — хутор в Кумылженском районе Волгоградской области России. Входит в состав Суляевского сельского поселения. Население 127 чел. (2010).

## История
В соответствии с Законом Волгоградской области от 14 февраля 2005 года № 1006-ОД «Об установлении границ и наделении статусом Кумылженского района и муниципальных образований в его составе» хутор вошёл в состав образованного Суляевского сельского поселения.

## География
Расположен в западной части региона, в лесостепи, в пределах Хопёрско-Бузулукской равнины, являющейся южным окончанием Окско-Донской низменности, на р. Кумылга. Фактически влился в черту хутора Суляевский, центра Суляевского поселения.
Уличная сеть состоит из трёх географических объектов: ул. Левадная, ул. Набережная и ул. Новая.
Абсолютная высота 77 метров над уровнем моря.

## Население
| 2010 |
| ---- |
| 127  |

Гендерный состав
По данным Всероссийской переписи населения 2010 года в гендерной структуре населения из 127 человек мужчин — 61, женщин — 66 (48,0 и 52,0 % соответственно).
Национальный состав
Согласно результатам переписи 2002 года, в национальной структуре населения
русские составляли 93 % из общей численности населения в 147 чел..

## Инфраструктура
Личное подсобное хозяйство.

## Транспорт
Находится на автодороге межмуниципального значения «Кумылженская — Суляевский — Покручинский» (идентификационный номер 18 ОП МЗ 18Н-65). Остановка «Поворот на Тюринский», автобусы маршрута 654, 834.